# Bibliothèques de l'université Stanford
Les bibliothèques de l'université Stanford (SUL), anciennement appelées Stanford University Libraries and Academic Information Resources (Bibliothèques de l'université de Stanford et ressources d'information académique) (SULAIR), sont le système de bibliothèques de l'université Stanford en Californie qui englobe plus de 20 bibliothèques au total. Plusieurs départements universitaires et certaines résidences ont également leurs propres bibliothèques.

## Bibliothèques principales
La bibliothèque principale du système de bibliothèque de l'université Stanford est la bibliothèque Green, qui contient également diverses salles de réunion et de conférence, des espaces d'étude et des salles de lecture. La bibliothèque Lathrop est une bibliothèque ouverte 24 heures sur 24 qui contient diverses ressources médiatiques accessibles aux étudiants, en particulier celles destinées aux étudiants de premier cycle. Elle abrite également l'une des plus grandes collections mondiales d'Asie de l'Est. La bibliothèque et les archives de la Hoover Institution sont un centre d'archives et de recherche largement centré sur les documents de l'histoire du XXe siècle. La bibliothèque et les archives de l'Institut Hoover (à ne pas confondre avec le groupe de réflexion de l'Institut Hoover) fait partie des bibliothèques de l'Université Stanford, mais a son propre conseil d'administration.

## Historique
La première bibliothèque de Stanford se trouvait située dans le coin nord-est du quadrilatère intérieur. Elle était logée dans une grande salle pouvant accueillir 100 lecteurs. En 1900, elle fut remplacée par un bâtiment baptisé bibliothèque Thomas Welton Stanford (en) en l'honneur de son principal donateur, le frère cadet de Leland Stanford. Cette bibliothèque fut bientôt reconnue comme étant trop petite, et une nouvelle bibliothèque plus grande fut construite dans un bâtiment séparé qui fut cependant détruite lors du tremblement de terre de 1906 à San Francisco avant d'être achevée.
La construction d'une nouvelle bibliothèque majeure a été approuvée en 1913 et achevée en 1919. Ce bâtiment forme la partie la plus ancienne de la bibliothèque Green actuelle. En 1980, une plus grande annexe a été ajoutée et la bibliothèque a été renommée en hommage à Cecil Howard Green. La partie originelle du bâtiment est maintenant connue sous le nom de bâtiment Bing en reconnaissance envers Peter Bing, qui a fait don d'une somme d'argent substantielle pour le réparer après le tremblement de terre de 1989 à Loma Prieta.
Dans les premières années, l'acquisition de livres et d'autres matériels pour les bibliothèques dépendait des dons et du budget souvent limité du fonds général. Mais en 1905, la cofondatrice de l'université, Jane Stanford, a ordonné qu'après sa mort, ses bijoux soient vendus et que les fonds soient utilisés comme dotation permanente «exclusivement pour l'achat de livres et d'autres publications». Le conseil d'administration de l'université a satisfait cette volonté, et le Fonds Jewel a été créé en 1908. Elle enrichit les collections de la bibliothèque de l'université depuis plus de 100 ans. La dotation, à l'origine 500 000 $, vaut maintenant environ 20 millions de dollars. Depuis 2007, les bienfaiteurs qui fournissent des dotations pour les acquisitions de bibliothèques sont appelés membres de la Jewel Society.
En 1908, Stanford a acquis le Cooper Medical College à San Francisco, ainsi que la collection de 30 000 volumes du Fonds de la bibliothèque médicale Levi Cooper Lane (en). La bibliothèque médicale Lane (en) a été
inaugurée le 3 novembre 1912; elle faisait partie intégrante du réseau des bibliothèques de Stanford, bien qu'elle soit située à San Francisco. Elle a été transférée sur le campus principal de Stanford avec la faculté de médecine en 1959.
Herbert Hoover, qui devint plus tard président des États-Unis, participa aux efforts humanitaires et de secours en Europe avant, pendant et après la Première Guerre mondiale ayant eu ainsi l'occasion d'amasser une collection de documents relatifs à la guerre, la révolution russe et d'autres évènements historiques du début du XXe siècle. À partir de 1919, il fait don des matériaux collectés à Stanford, son alma mater, ainsi que des fonds pour la maintenance et le développement des documents, appelés la collection de guerre Hoover et plus tard la bibliothèque de guerre Hoover. Les documents ont été initialement logés dans la bibliothèque principale de Stanford, mais en 1929, la collection avait atteint 1,4 million d'articles et l'entreposage devenait un problème. En 1941, la tour Hoover (en) fut achevée en tant que dépôt de la collection grandissante, qui fut finalement rebaptisée institution et bibliothèque Hoover sur la guerre, la révolution et la paix (en).
La bibliothèque commémorative J. Henry Meyer a été inaugurée en 1966 et fermée en 2014. Elle a été nommée en l'honneur de J. Henry Meyer, un homme d'affaires de San Francisco et un des premiers partisans de Stanford dont les enfants ont été d'importants donateurs pour sa construction. Elle a été remplacée en 2014 par la bibliothèque Lathrop.
Dans les années 1980, il a été proposé d'établir la bibliothèque présidentielle Ronald Reagan à Stanford. Ses dossiers de huit ans comme gouverneur de la Californie étaient déjà sur le campus, à la bibliothèque de l'Institut Hoover. Après de longues négociations avec les conseillers de Reagan, le conseil d'administration a approuvé en 1984 l'installation de la bibliothèque et du musée Reagan sur le campus. Un terrain de 20 acres près du terrain de golf de Stanford a été réservé à cet effet. Cependant, la proposition s'est heurtée au plan des responsables de la Fondation présidentielle Ronald Reagan d'inclure un centre de recherche sur les affaires publiques et un groupe de réflexion dans l'installation, ce qui, selon les administrateurs de Stanford, serait inacceptable, et l'idée a été abandonnée en 1987. La bibliothèque Reagan, avec son centre d'affaires publiques, a été construite à Simi Valley, en Californie, en 1991. Les archives de son mandat de gouverneur qui se trouvaient à la bibliothèque Hoover y ont été transférées en 2000.

## Collections
Les bibliothèques de l'université Stanford possèdent une collection de près de 9 millions de volumes, 260 000 livres rares ou spéciaux, 1,5 million de livres électroniques, 1,5 million de documents audiovisuels, 75 000 publications en série, 6 millions de microformes et des milliers d'autres ressources numériques, ce qui en fait l'un des systèmes de bibliothèques universitaires les plus vastes et les plus diversifiés au monde. Depuis 2004, les bibliothèques de Stanford ont collaboré avec Google pour numériser des centaines de milliers de livres des collections Stanford et les mettre gratuitement à la disposition des lecteurs du monde entier.
Parmi les autres collections importantes figurent la bibliothèque médicale Lane, la bibliothèque technique Terman, la bibliothèque d'affaires Jackson, la bibliothèque de biologie Falconer, la bibliothèque sur l'éducation Cubberley, la bibliothèque des sciences de la terre Branner (en), la bibliothèque de chimie et génie chimique Swain, la collection de documents gouvernementaux Jonsson (dépositaire californien de plusieurs organisations intergouvernementales telles que l'OMI, la Banque mondiale, l'UE, l'OCDE, etc.), le Centre de recherche sur les océans, la bibliothèque auxiliaire de Stanford, la bibliothèque de biologie marine de la station marine Hopkins, la bibliothèque musicale et les collections spéciales de l'université.